# Shira Rishony
Shira Rishony (hebreiska: שירה ראשוני), född 21 februari 1991, är en israelisk judoutövare.
Rishony tävlade för Israel vid olympiska sommarspelen 2020 i Tokyo. Hon besegrade Luz Álvarez i den första omgången i extra lättvikt och därefter Julia Figueroa i den andra omgången. Rishony förlorade i kvartsfinalen mot Urantsetseg Munkhbat och fick möta Lin Chen-hao i återkvalet, där det blev vinst. Hon mötte därefter Daria Bilodid i en match om bronsmedalj som dock slutade med förlust för Rishony. Rishony var även en del av Israels lag som tog brons i den mixade lagtävlingen.